# آواش، اتیوپی
آواش (به لاتین: Awash) یک شهرک در اتیوپی است که در منطقه عفر واقع شده‌است. آواش ۱۱٬۰۵۳ نفر جمعیت دارد و ۹۸۶ متر بالاتر از سطح دریا واقع شده‌است.